# Ghosts I–IV
Ghosts I—IV (с англ. — «Призраки I–IV») — шестой полноформатный и седьмой студийный альбом американской индастриал-группы Nine Inch Nails, релиз которого состоялся 2 марта 2008 года. Альбом содержит 36 инструментальных композиций, записанных в течение десяти недель осенью 2007 года. В записи альбома принимали участие Трент Резнор с давними студийными сотрудниками Аттикусом Россом и Аланом Молдером, а для записи нескольких инструментальных партий были приглашены Алессандро Кортини, Эдриан Белью и Брайан Вильоне. Ghosts I—IV, задуманный сначала как мини-альбом из четырёх композиций, представлен в форме четырёх мини-альбомов с девятью треками в каждом. У треков нет названий, есть только номер в списке композиций, идущий с номером тома, и соответствующие изображения в буклете.
Альбом является первым независимым релизом Nine Inch Nails, вышедшим после окончания контракта с Interscope Records. Ghosts I—IV распространяется по лицензии Creative Commons и по новой дистрибьюторской модели — первый том распространялся абсолютно бесплатно, скачать альбом полностью стоило пять долларов, десять долларов за два компакт-диска, 75 за Deluxe Edition с дополнительным материалом, и 300 за самую полную версию — Ultra-Deluxe Limited Edition. Также Резнор объявил о начале собственного «Кинофестиваля» на веб-странице видеороликов YouTube, куда поклонники группы могли загружать собственноручно сделанные клипы на композиции с Ghosts I—IV.
Реакция критиков на альбом была в общей массе позитивна. Многие печатные издания и интернет-ресурсы в своих статьях затрагивали тему необычного способа релиза, упоминая альбом In Rainbows британской группы Radiohead и спродюсированный самим Резнором альбом The Inevitable Rise and Liberation of NiggyTardust! американского музыканта Сола Уильямса.

## Создание альбома

### Запись и звучание
Фронтмэн группы Nine Inch Nails Трент Резнор объявил в 2007 году, что группа полностью выполнила условия контракта с лейблом Interscope Records, и что он больше не будет работать с компанией. Также Резнор заявил, что скорее всего Nine Inch Nails будут распространять следующий альбом независимо от звукозаписывающих компаний подобно альбому Сола Уильямса The Inevitable Rise and Liberation of NiggyTardust!, который продюсировал Резнор.
По прошествии турне в поддержку Year Zero в 2007-м Резнор намеревался записать пластинку с непредумышленной концепцией. Ghosts I—IV получился из эксперимента: «Правила были следующие: 10 недель, без ясной повестки дня, без размышлений, всё движимо импульсом. То, что получится за это время, будет выпущено как… нечто» (англ. «The rules were as follows: 10 weeks, no clear agenda, no overthinking, everything driven by impulse. Whatever happens during that time gets released as… something»). Резнор заявил, что он давно думал об этом и хотел создать такую пластинку уже несколько лет, но не мог прежде этого сделать из-за самой сущности записи.
Костяк творческой команды проекта состоял из Трента Резнора, Аттикуса Росса и Алана Молдера. Концертные музыканты Nine Inch Nails Алессандро Кортини, Эдриан Белью и Брайан Вильоне также принимали участие в записи инструментальных партий для нескольких композиций. Резнор назвал изначальные намерения группы экспериментом и описал ход развития проекта:

Когда мы начали работать над музыкой, мы с самого начала представляли себе визуальный образ: место, окружающую обстановку или ситуацию. А затем мы пробовали описать это с помощью звука, текстур и мелодий. И рассматривать это, в некотором смысле, как саундтрек.Оригинальный текст (англ.)When we started working with the music, we would generally start with a sort of visual reference that we had imagined: a place, or a setting, or a situation. And then attempt to describe that with sound and texture and melody. And treat it, in a sense, as if it were a soundtrack.

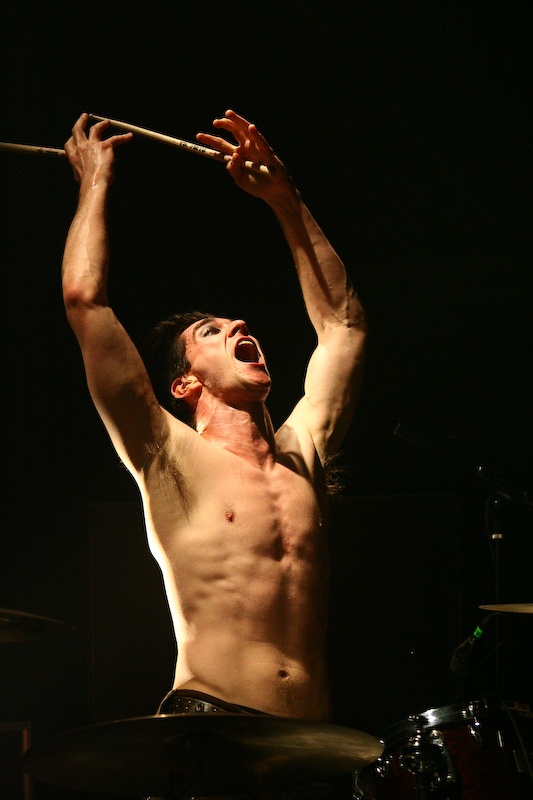
Участник дуэта The Dresden Dolls Брайан Вильоне непосредственно участвовал в создании композиций 19 и 22.

Музыканты создавали композиции через импровизацию и эксперименты. В результате то, что должно было стать одним мини-альбомом, наполнялось новым материалом. Вильоне записывал перкуссию в композициях 19 и 22. Он также рассказал о том, что Резнор сказал ему по поводу записи: «Собери ударную установку. Соедини всё, по чему ты хочешь стучать; бери всё, что хочешь взять. Веселись и <…> занимайся творчеством — посмотри, куда твой разум и твои идеи уведут тебя» (англ. «Build a drumkit. Piece together any stuff that you want to bang on; rent what you want to rent. Have fun and <…> be creative — See where your mind and your ideas take you») Импровизированная ударная установка Вильоне состояла из пятидесятигаллонового мусорного ведра, пары водоохлаждающих кувшинов и подноса для печенья с проходящей насквозь цепью. Алессандро Кортини принимал участие в записи десяти композиций, играя на гитаре, бас-гитаре, дульцимере и электронных инструментах. Кортини также заметил, что его вовлечение в процесс записи началось с дополнительных партий для нескольких композиций, а закончилось полноценным сотрудничеством в этих композициях. Эдриан Белью также изначально должен был участвовать только в процессе записи, но с развитием проекта Резнор указал его в буклете ещё и как соавтора двух композиций.
Ghosts I—IV почти полностью является инструментальным альбомом с парой композиций, содержащих семплы вокала. Резнор описал звучание альбома так: «результат работы с визуальной точки зрения — [это] обволакивание воображаемых локаций и сюжетов в звук и текстуры; саундтрек для фантазий» (англ. «The result of working from a very visual perspective — dressing imagined locations and scenarios with sound and texture; a soundtrack for daydreams»). Обзор альбома в журнале PopMatters содержал сравнение музыкального стиля альбома со стилем Брайана Ино и Роберта Фриппа и включал его в категорию «дарк эмбиент». В обзоре альбом был назван «картиной из оттенков, собранием настроений, из которых далеко не все хорошие» (англ. «…a tonal painting, a collection of moods and not all of these moods are good ones.»). National Public Radio и Rolling Stone также сравнили альбом с работой Брайана Ино; в последнем проводилась параллель с инструментальными композициями с пластинок Another Green World и My Life in the Bush of Ghosts. Роберт Кристгау тоже сравнил Ghosts I—IV с музыкой Ино и назвал альбом «ментальными обоями» (англ. «mental wallpaper»).
Ghosts I—IV содержит большое разнообразие инструментов: фортепиано, гитара, бас-гитара, синтезаторы, маримба, тамбурин, банджо, дульцимер и ксилофон. Многие инструменты электронно семплированы или искажены. Ударные музыкальные инструменты, использованные Брайаном Вильоне, в значительной степени были собраны из найденных объектов и домашней утвари.

### Оформление альбома

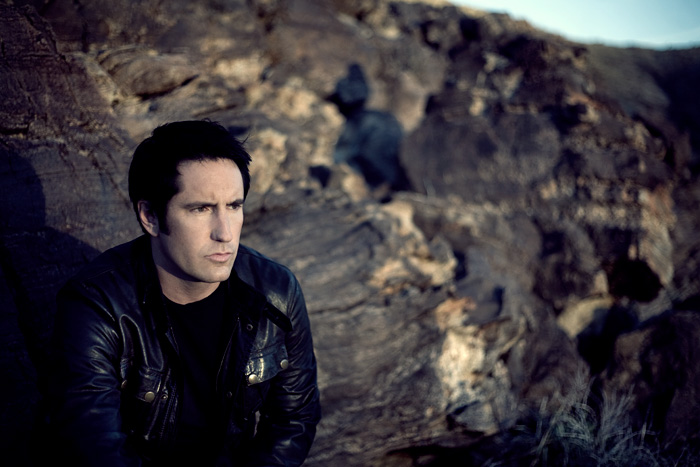
Промофото Трента Резнора для Ghosts I—IV

Роб Шеридан исполнял обязанности арт-директора в сотрудничестве с Artist in Residence. Шеридан также был арт-директором двух предыдущих альбомов Nine Inch Nails, With Teeth и Year Zero. Все версии Ghosts I—IV содержат разное (или дополнительное) оформление. 40-страничный файл PDF идёт с каждым альбомом и содержит фотографии для каждой из 36 композиций. Эти фото также встроены в ID3-теги каждой загружаемой из интернета композиции.

## Релиз альбома
2 марта 2008 Ghosts I—IV стал доступен для загрузки и заказов в разнообразии форматов и изданий с официального сайта Nine Inch Nails. Единственным указанием на выход альбома стало сообщение Трента Резнора в блоге на nin.com: «Две недели!» (англ. «2 weeks!»). Ghosts I—IV был выпущен собственным лейблом Резнора The Null Corporation и распространяется в Северной Америке компанией RED Distribution, в Европе — Pinnacle Records, в Австралии — Shock Records, а в Японии — Hostess Entertainment Unlimited. Альбом доступен в различных версиях — от бесплатной девятитрековой версии до самой дорогой и полной Ultra-Deluxe Limited Edition за 300 долларов. Все 2500 копий ограниченного издания разошлись в первый же день, а веб-сайт группы некоторое время был недоступен из-за перенагрузки серверов желающими скачать альбом. Резнор заявил о возможности появления последующих томов «Ghosts» в будущем.
Альбом распространяется по лицензии Creative Commons Attribution Non-Commercial Share Alike, которая позволяет использовать или изменять материал в некоммерческих целях и распространять по похожей лицензии.

### Версии альбома
Ghosts I—IV был выпущен в шести разных версиях:
| Содержимое          | Ghosts I                                   | Скачиваемая версия                                                                                                | Стандартное издание              | Комплект грампластинок                         | Deluxe Edition | Ultra-Deluxe Limited Edition |
| ------------------- | ------------------------------------------ | --- | -------------------------------- | ---------------------------------------------- | --- | --- |
| Носитель            | - 9×MP3                                    | - 36×MP3 - 36×FLAC - 36×ALAC                                                                                      | - 2×CD                           | - 4×LP                                         | - 2×CD - 1×DVD - 1×Blu-ray | - 2×CD - 1×DVD - 1×Blu-ray - 4×LP |
| Технические данные  | - 320 кбит/с                               | - 320 кбит/с (MP3) - Lossless (FLAC, ALAC)                                                                        | - Audio CD                       | - 130-граммовый винил, 12", 33⅓ об/мин, стерео | - Audio CD - DVD-Data - BD-Audio (PCM, стерео) | - Audio CD - DVD-Data - BD-Audio (PCM, стерео) - 180-граммовый винил, 12", 33⅓ об/мин, стерео                                                                                        |
| Оформление          | - встроенные изображения - обложка альбома | - встроенные изображения - обложка альбома - обои для рабочего стола, аватары, баннеры - 40-страничный PDF-буклет | - 16-страничный буклет - Digipak | - Буклет-разворот с карманом для грампластинок | - 48-страничный буклет в твёрдой обложке - чёрный футляр из ткани - DVD с данными содержит все доступные для скачивания версии и исходники композиций | - 48-страничный буклет в твёрдой обложке - чёрный футляр из ткани - две уникальные картины жикле - DVD с данными содержит все доступные для скачивания версии и исходники композиций |
| Примечания          |                                            | |                                  |                                                | | - ограниченное издание в 2500 копий - каждая копия подписана Резнором лично |
| Цена в долларах США | бесплатно                                  | 5 | 10                               | 39                                             | 75 | 300 |
| Дата выпуска        | 2 марта 2008                               | 2 марта 2008 | 8 апреля 2008                    | 8 апреля 2008                                  | 1 мая 2008 | 1 мая 2008 |

### Кинофестиваль
Примерно после двух недель после релиза Ghosts I—IV Резнор объявил об организованном им кинофестивале в поддержку альбому на официальном канале Nine Inch Nails на YouTube. В заявлении также говорилось, что альбом был почти полностью лишён визуального оформления, чтобы предоставить чистый холст для проекта. Кроме этого Резнор заявил, что проект был задуман не как конкурс, а «как эксперимент в сотрудничестве и возможность для нас взаимодействовать за пределами типичных односторонних отношений между артистом и поклонником» (англ. «…an experiment in collaboration and a chance for us to interact beyond the typical one-way artist-to-fan relationship»). Более 1000 видеоклипов были загружены и представлены на рассмотрение, и более 6000 участников присоединились к сообществу кинофестиваля в марте 2008 года. На странице сообщества сообщается, что для загрузки видео отсутствуют установленные сроки. Все видеозаявки добавляются в сообщество «NIN Ghosts».

### Концертное исполнение
Материал из альбома Ghosts I—IV исполнялся во время тура «Lights in the Sky» в 2008-м как отдельная секция инструментальных композиций в середине концерта. Для исполнения использовались акустические инструменты маримба, фисгармония, колокольчики, контрабас и различные сделанные в домашних условиях ударные инструменты. Сегмент «Ghosts» был позже убран сет-листа туров «NIN|JA» и «Wave Goodbye», так как Резнор считал, что инструментальные композиции не подходят к остальному исполняемому репертуару группы.

## Реакция общественности

### Продажи и позиции в чартах
Выпуск альбома через официальный сайт Nine Inch Nails был осложнён проблемами с большим потоком данных и количеством запросов. Позже было добавлено несколько дополнительных серверов, что позволило сайту опять заработать. Через неделю после релиза на сайте было заявлено о более чем 750 000 заказов и загрузок, собрав более 1,6 миллионов долларов на продажах. Ultra-Deluxe Limited Edition были распроданы менее чем за 30 часов после добавления возможности предварительного заказа. Ghosts I—IV занимает четвертую позицию среди самых проигрываемых альбомов на Last.fm за 2008-й год, и являлся самым продаваемым альбомом в формате MP3 на сайте Amazon.
Физический релиз занимал несколько позиций в чартах по всему миру, включая 14-е место в Billboard 200 и первое место в Top Electronic Albums. Ghosts I—IV также занял места: 15 в Австралии, 58 в Австрии, 3 в Канаде, 26 в Новой Зеландии и 60 в UK Albums Chart.
После выпуска Ghosts I—IV и аналогичного релиза следующего альбома Nine Inch Nails The Slip, Резнор заявил, что «не считает всё это ошеломляющим успехом» (англ. «It doesn't feel like an overwhelming success to me»).

### Реакция критиков
Реакция критиков на альбом Ghosts I—IV была в большинстве своём положительной. На американском веб-агрегаторе Metacritic рейтинг альбома составляет 69 % из 12 рецензий. Сет Колтер Уоллс, журналист Newsweek, описал альбом как «некое поглощающее музыкальное приключение, которое выжившие из всезнающих продавцов в музыкальных магазинах стали бы всучивать своим клиентам, если бы они могли продавать альбом» (англ. «…the kind of absorbing musical experience that the surviving ranks of know-it-all record-store clerks would be pushing on customers, if only they could offer it for sale»). Сайт IGN дал альбому оценку 8,7 из 10: «Музыка является настолько увлекательной и охватывающей, что время перестаёт быть одним из факторов — как минимум до тех пор, пока окончательно не остановится музыка» (англ. «The music is so engrossing and encompassing that time ceases to be a factor — at least until the music finally stops»). Журнал PopMatters дал альбому 8 из 10 и описал альбом как «36 треков, но ни одной песни» (англ. «36 tracks, but no songs») и «тёмный, задумчивый <…> западающий в память [альбом]» (англ. «dark, brooding <…> haunting»). Pitchfork Media подвергли альбом критике: «…почти все безымянные инструментальные зарисовки воспринимаются тощими и полуготовыми» (англ. «…nearly every one of the untitled instrumental sketches here feels emaciated and half-finished»), дав оценку 5,0 из 10. Журнал Blender также негативно отозвался об альбоме: «Nine Inch Nails возвращаются без надзора лейбла, без ограничений и без [хороших] мелодий» (англ. «Nine Inch Nails return with no label oversight, no boundaries and no tunes»). The Washington Post заявили, что альбом «обладает многим <…> все же это самый интересный NIN за несколько лет» (англ. «There's too much here. Yet it's the most interesting NIN in years»), и что каждая композиция в альбоме — это «звуковой эквивалент серебряного шара, который зависает в твоей комнате <…> [и потом] взрывается на миллион блестящих ртутных шаров, которые расплёскиваются на полу до того как собраться обратно в большую круглую массу» (англ. «Each track is the sonic equivalent of a silver orb hovering in your living room <…> explodes into a million shiny balls of mercury that splash to the floor before trickling, magnetically, back into a large round mass»).
Необычный метод распространения альбома также привлёк внимание различных новостных агентств, как например журналиста Wired Элиота ван Бускирка, который в свою очередь назвал альбом «удивительно экстенсивным релизом» (англ. «a remarkably extensive release»). Бен Уортен из The Wall Street Journal заявил, что «большинство предпринимателей могли бы многому научиться у экспериментов [Резнора] с бизнес-моделями в интернете» (англ. «…most business execs <…> could learn a lot from the Nine Inch Nails frontman’s experiments with online business models»). Также многие новостные агентства сравнивали выход Ghosts I—IV с онлайн-релизом In Rainbows британской группы Radiohead, сопутствующей схеме свободного платежа, когда скачивающий мог заплатить абсолютно любую сумму за альбом, либо не платить вообще; и похожий релиз альбома Сола Уильямса (продюсером которого был сам Резнор) The Inevitable Rise and Liberation of NiggyTardust! в этом же году. Журнал Rolling Stone назвал альбом «новым экспонатом для СМИ» (англ. «a new media showpiece»); в то время как онлайн-ресурс Tiny Mix Tapes заявил, что «обстоятельства, сопутствующие релизу, настолько дальновидны, что они могут быть расценены как средство получения высоких оценок альбому, а не самой музыке» (англ. «The circumstances surrounding the release are so forward-thinking that they could be considered just as key to appreciating the album as the music itself»). На бизнес-сайте The Motley Fool была опубликована статья с названием «Music Industry Gets Nailed Again» (в переводе с англ. — «Музыкальную индустрию снова прибивают гвоздями» — обыгрывается название группы) заявляя, что «такие инноваторы как Nine Inch Nails прокладывают путь новым бизнес-моделям, которые могут обойти посредников, делая счастливыми артистов и поклонников» (англ. «Innovators like Nine Inch Nails are paving the way for new media business models that may bypass the middleman while making sure artists and fans are happy»). В рецензии, опубликованной на сайте PopMatters, Ghosts I—IV назван «бесцельной кучкой <…> инструментальных композиций, упакованных в гениальную маркетинговую схему» (англ. «…aimless batch of <…> instrumentals packaged in a brilliant marketing scheme») и заявил, что альбом — это «по существу релиз компакт-диска с парой заказываемых по почте специальных изданий для „настоящих фэнов“» (англ. «…basically a CD release with a couple of mail-order special editions available for the „true fans“»).

### Награды и признание
Ghosts I—IV был номинирован на две премии Грэмми в категориях «Лучшее инструментальное рок-выступление» (композиция «34 Ghosts IV») и «Лучший бокс-сет или упаковка лимитированного издания»; таким образом музыка под лицензией Creative Commons впервые была номинирована на Грэмми. После релиза Ghosts I—IV и следующего альбома, The Slip, Резнор получил награду Webby Awards как артист года. Журнал Rolling Stone дал Тренту Резнору 46-е место в списке «100 людей, которые меняют Америку», делая вывод, что он является «самой творческой персоной во всеобъемлющей пост-CD эре» (англ. «…the Nine Inch Nails leader has been more creative than anyone in embracing the post-CD era»).

## Список композиций
Весь материал был написан Трентом Резнором и Аттикусом Россом, если не указано иное.

| 1. «1 Ghosts I» — 2:48 2. «2 Ghosts I» — 3:16 3. «3 Ghosts I» — 3:51 4. «4 Ghosts I» — 2:13 (Алессандро Кортини, Резнор, Росс) 5. «5 Ghosts I» — 2:51 6. «6 Ghosts I» — 4:18 7. «7 Ghosts I» — 2:00 8. «8 Ghosts I» — 2:56 9. «9 Ghosts I» — 2:47 1. «10 Ghosts II» — 2:42 2. «11 Ghosts II» — 2:17 (Кортини, Резнор, Росс) 3. «12 Ghosts II» — 2:17 4. «13 Ghosts II» — 3:13 5. «14 Ghosts II» — 3:05 6. «15 Ghosts II» — 1:53 7. «16 Ghosts II» — 2:30 8. «17 Ghosts II» — 2:13 (Кортини, Резнор, Росс) 9. «18 Ghosts II» — 5:22 | 1. «19 Ghosts III» — 2:11 (Брайан Вильоне, Кортини, Резнор, Росс) 2. «20 Ghosts III» — 3:39 3. «21 Ghosts III» — 2:54 4. «22 Ghosts III» — 2:31 (Вильоне, Кортини, Резнор, Росс) 5. «23 Ghosts III» — 2:43 6. «24 Ghosts III» — 2:39 7. «25 Ghosts III» — 1:58 (Эдриан Белью, Резнор, Росс) 8. «26 Ghosts III» — 2:25 9. «27 Ghosts III» — 2:51 (Белью, Резнор, Росс) 1. «28 Ghosts IV» — 5:22 2. «29 Ghosts IV» — 2:54 (Кортини, Резнор, Росс) 3. «30 Ghosts IV» — 2:58 4. «31 Ghosts IV» — 2:25 5. «32 Ghosts IV» — 4:25 6. «33 Ghosts IV» — 4:01 (Кортини, Резнор, Росс) 7. «34 Ghosts IV» — 5:52 8. «35 Ghosts IV» — 3:29 9. «36 Ghosts IV» — 2:19 |

### Бонус-треки
Deluxe Edition и Ultra-Deluxe Limited Edition содержат два дополнительных трека, доступных только после реконструкции с помощью исходников на DVD. Второй бонус-трек содержит композиционную структуру, похожую на «Demon Seed» из следующего альбома The Slip группы Nine Inch Nails.
1. «37 Ghosts» — 2:20
2. «38 Ghosts» — 4:51

## Позиции в чартах
| Чарт (2008)             | Высшая позиция |
| ----------------------- | -------------- |
| Billboard 200           | 14             |
| Dance/Electronic Albums | 1              |
| Independent Albums      | 2              |
| Top Rock Albums         | 3              |
| Top Alternative Albums  | 3              |
| ARIA Charts             | 15             |
| Austrian Charts         | 58             |
| Top Canadian Albums     | 3              |
| New Zeland RIANZ Charts | 26             |
| UK Albums Chart         | 60             |

## Участники записи
| - Трент Резнор — исполнитель, продюсер, оформление - Аттикус Росс — продюсер, программирование, аранжировки - Алан Молдер — продюсер, микширование - Алессандро Кортини — гитара (4, 11, 17, 20, 24, 28), бас (4), цимбалы (22), электроника (19, 22, 29, 33) - Эдриан Белью — гитара (3, 4, 7, 10-11, 14, 16, 21, 25, 27, 31-32, 35), электроника (25), маримба (30) - Брайан Вильоне — ударные (19, 22) | - Том Бейкер — запись - Роб Шеридан — оформление, фотографии - Artist in Residence — оформление - Филлип Грэйбилл — фотографии - Тамар Левин — фотографии |